# Чао, Зои
Зои Кэрролл Чао (англ. Zoë Carroll Chao; 19 сентября 1985) — американская актриса театра, кино и телевидения, наиболее известная по ролям Изобель в сериале «Незнакомцы» и Зои в сериале «Вечеринка».

## Ранняя жизнь
Чао родилась в Провиденсе, Род-Айленд, США. У её матери ирландские и английские корни, в то время как у её отца — китайские. Бабушка её отца иммигрировала из Китая в Мичиган. Чао заявила, что выросла в семье художников. После окончания школы Уилера в 2004 году она получила степень бакалавра в области искусствоведения в Университете Брауна и степень магистра искусств в рамках программы актёрского мастерства для выпускников Калифорнийского университета в Сан-Диего.

## Карьера
Чао участвовала в театральных постановках, в том числе в спектаклях театра Ла-Хойя «На обочине» и «Отчёт о сёрфинге» и в постановке «Нашего города» на WOW-фестивалях, а также в постановке «Амадея» от Ensemble Theatre Company. В 2016 году она появилась в офф-бродвейской постановке «Друг искусства» на Второй сцене. Она работала с режиссёрами Кристофером Гестом, Лесом Уотерсом, Пинг Чонгом и Крисом Эшли.
Чао также снялась в своём собственном телесериале «Частицы Бога», где она была сценаристом и продюсером. В 2017 году она выступила сопродюсером короткометражного фильма «Как животные». 
Пожалуй, она наиболее известна по роли Изабель в сериале «Незнакомцы», первые три серии которого были показаны на кинофестивале «Сандэнс».
С 2022 по 2023 гг. Чао исполняла одну из главных ролей в мистическом комедийном сериале Apple TV+ «Вечеринка». В 2024 году Чао озвучила роль Нины Мазурски в анимационном телесериале «Монстры-коммандос», который основан на одноимённой команде из комиксов. Сценаристом и автором сериала стал Джеймс Ганн, который создал его для Вселенной DC.
В 2024 году Чао получила роль в комедии «Давай заведём детей!» вместе с Карен Гиллан.

## Личная жизнь
Во время съёмок сериала «Незнакомцы» Чао переехала из Нью-Йорка в Лос-Анджелес.

## Фильмография

### Кино
| Год  | Название                    | Ориг. название             | Роль             | Примечания      |
| ---- | --------------------------- | -------------------------- | ---------------- | --------------- |
| 2006 | Моя девушка заграницей      | My Girlfriend's Abroad     |                  |                 |
| 2014 | Игра Гордона                | The Gordon Game            | жена             | короткометражка |
| 2015 | Грязно красиво              | Dirty Beautiful            | Джейми           |                 |
| 2015 | Грязный сад                 | Dirty Garden               |                  | короткометражка |
| 2015 | Центральная педаль          | Center Pedal               | Y                | короткометражка |
| 2017 | Как животные                | Like Animals               | Мэри             | короткометражка |
| 2019 | Куда ты пропала, Бернадетт? | Where'd You Go, Bernadette | Су-Лин           |                 |
| 2019 | Годно до                    | Almost Love                | Хейли            |                 |
| 2020 | Под откос                   | Downhill                   | Роузи            | [ 11 ]          |
| 2020 | Ассистент звезды            | The High Note              | Кэти             | [ 12 ]          |
| 2020 | Былые привычки              | I Used to Go Here          | Лора             | [ 13 ]          |
| 2021 | Длинный уик-энд             | Long Weekend               | Вена             | [ 14 ]          |
| 2022 | Семейные квадраты           | Family Squares             | Келли            |                 |
| 2022 | Выпускной класс             | Senior Year                | Тиффани Бланшетт | [ 15 ]          |
| 2023 | К тебе или ко мне?          | Your Place or Mine         | Минка            | [ 16 ]          |
| 2023 | Кто-то, кого я знал         | Somebody I Used to Know    | Рамона           | [ 17 ]          |
| 2023 | Ты просто космос            | If You Were the Last       | Джейн Куан       | [ 18 ]          |
| 2024 | Ночная сучка                | Nightbitch                 | Джен             |                 |
| 2025 | Роузы                       | The Roses                  | TBA              | Пост-продакшн   |
| TBA  | Давай заведём детей!        | Let's Have Kids!           | Фиби             | Пост-продакшн   |

### Телевидение
| Год     | Название                  | Ориг. название             | Роль                  | Примечания                                         |
| ------- | ------------------------- | -------------------------- | --------------------- | -------------------------------------------------- |
| 2011    | Защитница                 | The Protector              | девушка из дома BAO   | Эпизод: «Beef»                                     |
| 2012    | Зои Харт из южного штата  | Hart of Dixie              | доктор Ли             | Эпизод: «Учения и отъезд»                          |
| 2014    | Частицы Бога              | God Particles              | Ру                    | 4 эпизода                                          |
| 2014    | Возвращение               | The Comeback               | Шейна                 | 4 эпизода                                          |
| 2015    | Никки, Рикки, Дикки и Дон | Nicky, Ricky, Dicky & Dawn | мисс Накамура         | Эпизод: «Услада для стоп»                          |
| 2015    | Девушки-монстры           | Monster Girls              | Халфофф               | короткометражка                                    |
| 2016    | Риццоли и Айлс            | Rizzoli & Isles            | Мими Танака           | Эпизод: «Выстрел в темноте»                        |
| 2016    | Вот что она сказала       | That's What She Said       |                       | мини-сериал                                        |
| 2017–18 | Незнакомцы                | Strangers                  | Изобель               | главная роль                                       |
| 2018    | Наследники                | Succession                 | персонал Джойс Миллер | Эпизод: «Ловушка для неудачников»                  |
| 2019    | ОА                        | The OA                     | Мо                    | 2 эпизода                                          |
| 2019    | Ужиться с самим собой     | Living with Yourself       | Кэйлин                | повторяющаяся роль                                 |
| 2020–21 | Личная жизнь              | Love Life                  | Сара Янг              | главная роль (1-й сезон) гостевая роль (2-й сезон) |
| 2021    | Современная любовь        | Modern Love                | Зои                   | Эпизод: «Ночная девушка находит дневного парня»    |
| 2022–23 | Вечеринка                 | The Afterparty             | Зои Чжу               | главная роль                                       |
| 2023    | Celebrity Jeopardy!       | Celebrity Jeopardy         |                       | участница                                          |
| 2023    | Мастера вечеринок         | Party Down                 | Люси Данг             | главная роль (3-й сезон)                           |
| 2024–25 | Монстры-коммандос         | Creature Commandos         | Нина Мазурски (голос) | главная роль (1-й сезон)                           |